# Калеш бре Анђо
Калеш бре Анђо (мкд. Калеш бре Анѓо) је македонска народна песма, настала током османске владавине, а говори о патриотизму младе Македонке.